# Jerzy Rafał Lubomirski
Jerzy Rafał Alfred Lubomirski książę herbu Szreniawa bez Krzyża (ur. 15 sierpnia 1887 w Przeworsku, zm. 19 grudnia 1978 w Mentonie) – polski szlachcic, właściciel dóbr Dojlidy, w 1922 roku posiadał majątki ziemskie o powierzchni 15 720 ha.

## Życiorys
Był synem Andrzeja Lubomirskiego, ostatniego ordynata przeworskiego i Eleonory z Husarzewskich.
W 1922 nabył majątek Dojlidy z Pałacem Rüdigerów. Książę zainwestował w rozwój Browaru Dojlidy. Dzięki jego zaangażowaniu zakład piwowarski przeszedł gruntowną modernizację. W końcu lat dwudziestych browar dojlidzki zajmował siódme miejsce pod względem produkcji piwa w kraju i był największym tego typu zakładem na ścianie wschodniej.
Zainwestował też w stawy, znajdujące się w obrębie posiadłości. Dawały mu około 50 tysięcy kg ryb rocznie. 29 kwietnia 1932 sprzedał Skarbowi Państwa tereny na Krywlanach pod budowę białostockiego lotniska. Wraz z wybuchem II wojny światowej powrócił do Przeworska, gdzie spędził okupację. Do 1939 pomieszkiwał w Dworku Podzameckim w Przeworsku.
W 1927 zawarł związek małżeński z Anną Wilamowską.
W 1950 władze amerykańskie przekazały mu rysunki Albrechta Dürera z kolekcji jego ojca. Książę mimo sprzeciwów rodziny wystawił je na sprzedaż. Zmarł 19 grudnia 1978 w Mentonie we Francji.